# Участие Нидерландов в операции ООН в Мали
Участие Нидерландов в операции ООН в Мали — одна из операций вооружённых сил Нидерландов за пределами страны.

## История

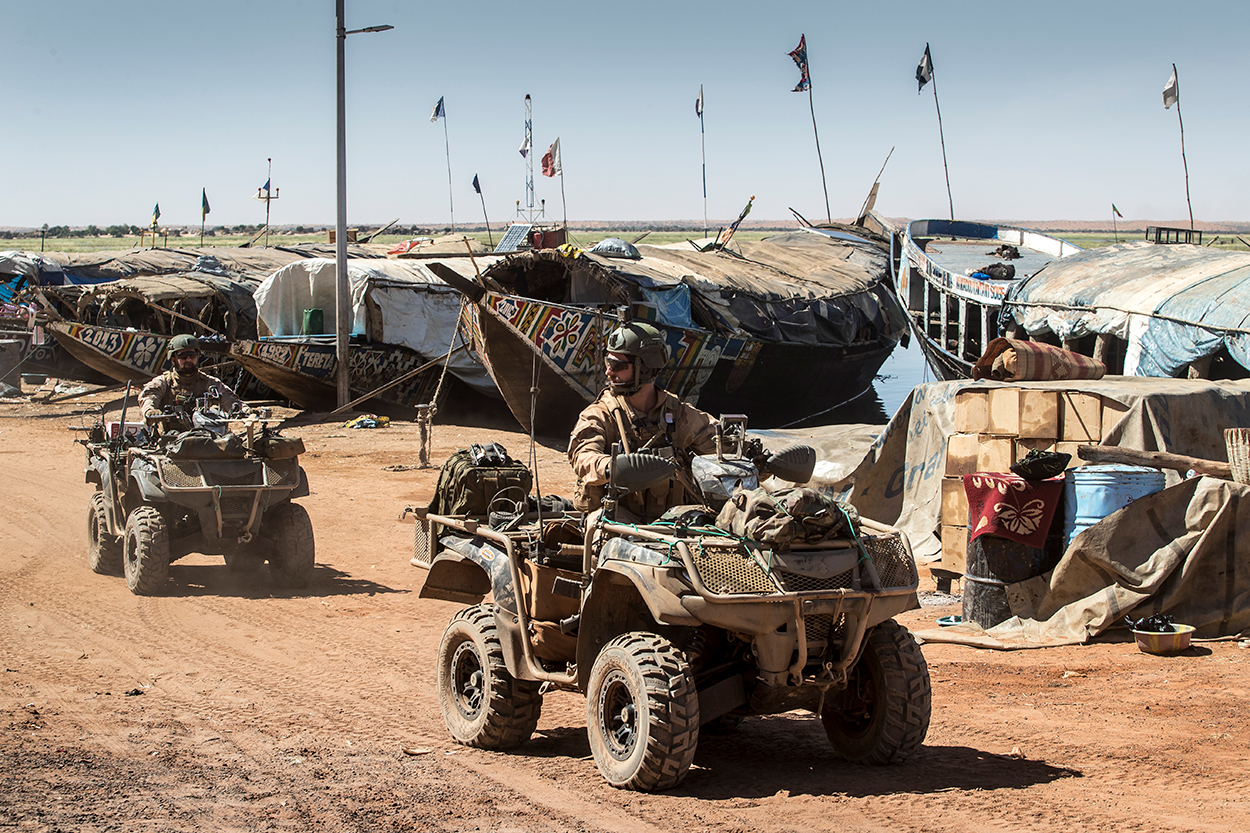
голландский патруль на квадроциклах в Мали (30 января 2017)

После военного переворота в Мали весной 2012 года, 11 января 2013 года Франция начала на территории страны военную операцию «Сервал».
16 января 2013 года голландское правительство начало рассматривать вопрос о предоставлении одного транспортного самолёта для поддержки французских войск в Мали.
17 января 2013 года было принято решение о создании военной миссии Евросоюза в Мали, в деятельности которой приняли участие 22 страны Евросоюза (в том числе, Нидерланды).
25 апреля 2013 года Совет Безопасности ООН принял резолюцию № 2100 о проведении комплексной операции по стабилизации обстановки в Мали (MINUSMA). По решению генерального секретаря ООН Пан Ги Муна, первым руководителем операции ООН в Мали был назначен голландский политик Bert Koenders (после завершения работы на этой должности в октябре 2014 года ставший министром иностранных дел Голландии).
После того, как в августе 2013 года правительство Нигерии вывело из Мали свой миротворческий контингент (1200 военнослужащих), общая численность войск ООН сократилась (до 5800 человек к 2014 году) и обстановка в стране осложнилась. Руководство ООН обратилось с просьбой к мировому сообществу выделить в Мали дополнительные силы.
1 ноября 2013 года голландский премьер-министр Марк Рютте сообщил, что в Мали будут отправлены 380 военнослужащих. После завершения подготовки, в апреле 2014 года в Мали прибыли 400 военнослужащих, семь вертолётов (четыре боевых AH-64D "Apache" и три транспортных CH-47D "Chinook") и другая военная техника. 
Местом постоянной дислокации основной части голландских войск в Мали стала военная база ООН "Camp Castor" на окраине города Гао, возле важного моста через реку Нигер. 17 марта 2015 года в 42 км севернее города Гао разбился боевой вертолёт AH-64D голландских ВВС, погибли два голландских военнослужащих.
23 апреля 2015 года правительство Чехии направило в Мали подразделение из 25 военнослужащих (которое было решено включить в состав голландского контингента ООН в Мали, действовавшего на севере страны).
6 июля 2016 года в ходе учебных стрельб в провинции Кидаль миномётная мина сдетонировала в стволе миномёта (погибли два и был ранен ещё один голландский военнослужащий).
7 октября 2016 года голландское правительство сообщило о намерении продолжить участие в операции, сократив общую численность военного контингента в стране до 290 военнослужащих. В 2017 году было принято решение о возвращении из Мали в Голландию всех вертолётов в связи с необходимостью их ремонта по техническому состоянию. В дальнейшем, в сентябре 2017 года голландский министр обороны Жанин Хеннис сообщила, что контингент останется в Мали и в 2018 году.
28 марта 2020 года было объявлено о решении сформировать для борьбы с терроризмом на территории Мали группу "Такуба", в состав которой вошли военнослужащие 11 стран Европы (Бельгии, Великобритании, Дании, Нидерландов, Норвегии, Португалии, Франции, ФРГ, Чехии, Швеции и Эстонии), находившиеся под общим командованием Франции, а также военнослужащие Нигера и Мали.
17 мая 2022 года было объявлено о намерении сократить персонал военной миссии Евросоюза в Мали.
30 июня 2023 года Совет Безопасности ООН единогласно принял резолюцию о завершении миссии ООН в Мали.

## Потери
По официальным данным ООН, за период с начала операции 25 апреля 2013 года до 30 июня 2023 года в ходе операции MINUSMA в Мали погибли 311 миротворцев ООН (в том числе 5 граждан Нидерландов). Кроме того, по меньшей мере один голландский военнослужащий был ранен.
Однако следует учитывать, что в это время на территории Мали находились военнослужащие и государственные гражданские служащие Нидерландов, не входившие в состав миротворческих сил ООН (персонал EUTM Mali). Также, в столице Мали (городе Бамако) действовало посольство Нидерландов (охрану которого обеспечивало подразделение охраны посольства).
В перечисленные выше потери не включены потери «контрактников» голландского военного контингента, находившихся и действовавших на территории страны.
В перечисленные выше потери не включены сведения о финансовых расходах на участие в операции, потерях в технике, вооружении и ином военном имуществе голландского контингента в Мали.